# 朱德蘭
朱德蘭（1952年—），臺灣的历史學者，國立政治大學畢業，御茶水女子大學文學修士、九州大学文學博士。歷史專業在日本殖民地支配下的台灣，是參與慰安婦問題解決的運動參加者。學術上專攻海洋史、日本殖民地史。
她是中央研究院人文社會科學研究中心・臺灣史研究所副研究員。還有，也是國立政治大學、國立中央大學歷史研究所教授。
著書有『臺灣總督府與慰安婦』、『臺灣慰安婦關係資料集』。

## 外部連結
- 國立中央大學歷史研究所 （页面存档备份，存于）